# VnExpress Marathon
VnExpress Marathon là giải đấu marathon do báo điện tử VnExpress tổ chức. Giải đấu lần đầu tiên được tổ chức tại thành phố Quy Nhơn vào năm 2019. VnExpress Marathon có nhiều giải đấu xuyên suốt trong năm ở các tỉnh thành của Việt Nam như Đà Nẵng, Hà Nội, Hạ Long, Hải Phòng, Huế, Nghệ An, Nha Trang, Quy Nhơn, Cần Thơ và Thành phố Hồ Chí Minh. Một giải đấu đặc biệt dành cho các chân chạy lành nghề (chỉ cho cự ly 21km và 42km) được diễn ra tại Hà Nội vào ngày 20 tháng 4 năm 2025.
Ngoài cự ly full marathon (42km), giải đấu VnExpress Marathon còn tổ chức các cự ly bán marathon (21km), 10km và 5km. Các giải chạy đều đạt chuẩn AIMS để làm căn cứ cho các vận động viên nộp đơn tham dự các giải chạy lớn trên thế giới như Boston Marathon, Chicago Marathon, Marathon Thành phố New York…

## Hệ thống giải chạy
| Tên chính chức                          | Địa điểm        | Thời gian      | Năm bắt đầu |
| --------------------------------------- | --------------- | -------------- | ----------- |
| VnExpress Marathon All Star             | Hà Nội          | Tháng 4        | 2025        |
| VnExpress Marathon Cần Thơ              | Cần Thơ         | Tháng 9        | 2025        |
| VnExpress Marathon Đà Nẵng              | Đà Nẵng         | Tháng 7        | 2024        |
| VnExpress Marathon Hà Nội Midnight      | Hà Nội          | Tháng 11       | 2020        |
| VnExpress Marathon Hạ Long              | Hạ Long         | Tháng 5        | 2022        |
| VnExpress Marathon Hải Phòng            | Hải Phòng       | Tháng 12       | 2023        |
| VnExpress Marathon Hồ Chí Minh Midnight | TP. Hồ Chí Minh | Tháng 2 hoặc 3 | 2023        |
| VnExpress Marathon Huế                  | Huế             | Tháng 4        | 2020        |
| VnExpress Marathon Nghệ An              | Nghệ An         | Tháng 5        | 2025        |
| VnExpress Marathon Nha Trang            | Nha Trang       | Tháng 8        | 2022        |
| VnExpress Marathon Quy Nhơn             | Quy Nhơn        | Tháng 6        | 2019        |

## Kết quả
| Năm  | Giải đấu              | Nam              | Nữ                       | Tham khảo |
| ---- | --------------------- | ---------------- | ------------------------ | --------- |
| 2019 | Quy Nhơn              | Lê Quang Hòa     | Phạm Thị Hồng Lệ         | [ 7 ]     |
| 2020 | Quy Nhơn              | Lê Văn Tuấn      | Phạm Thị Hồng Lệ         | [ 8 ]     |
| 2020 | Hà Nội                | Trịnh Quốc Lượng | Phạm Thị Hồng Lệ         | [ 9 ]     |
| 2020 | Huế                   | Lê Quang Hòa     | Phạm Thị Hồng Lệ         |           |
| 2022 | Huế                   | Bùi Thế Anh      | Phạm Thị Huệ             | [ 10 ]    |
| 2022 | Quy Nhơn              | Lê Văn Tuấn      | Phạm Thị Bình            |           |
| 2022 | Hạ Long               | Đỗ Quốc Luật     | Hà Thị Hậu               |           |
| 2022 | Nha Trang             | Nguyễn Quốc Dũng | Phạm Thị Bình            |           |
| 2022 | Hà Nội                | Vũ Đình Duân     | Lèo Thị Tình             |           |
| 2023 | Thành phố Hồ Chí Minh | Kembo Omullo     | Hà Thị Hậu               | [ 11 ]    |
| 2023 | Huế                   | Nguyễn Văn Lai   | Phạm Thị Bình            | [ 12 ]    |
| 2023 | Quy Nhơn              | Phạm Ngọc Phan   | Shelmith Nyawira Muriuki | [ 13 ]    |
| 2023 | Nha Trang             | Hiroki Nakajima  | Shelmith Nyawira Muriuki | [ 14 ]    |
| 2023 | Hạ Long               | Phạm Tiến Sản    | Lèo Thị Tình             | [ 15 ]    |